# Charles Barkel
Charles Alvinus Barkel (* 2. Februar 1898 in Stugun; † 7. März 1973 in Stockholm) war ein schwedischer Violinist und Musikpädagoge.
Barkel studierte an der Königlichen Musikakademie in Stockholm und bei Carl Flesch in Berlin. 1918 debütierte er als Solist und gab zahlreiche Konzerte auf Tourneen durch Europa. Von 1928 bis 1935 spielte er als Soloviolinist mit dem Stockholmer Symphonieorchester. 1938 gründete er das Barkel-Quartett, ein Kammermusikensemble. Seit 1926 wirkte er als Violinlehrer an der Stockholmer Musikakademie, seit 1931 an gleicher Stelle auch als Lehrer für Ensemble-Spiel. Seit 1946 ist Barkel Mitglied der Kungl. Musikaliska Akademien in Stockholm.  1947 wurde er zum Professor ernannt.